# A Most Violent Year
A Most Violent Year is een Amerikaanse misdaadfilm uit 2014. De prent werd geschreven en geregisseerd door J. C. Chandor. De hoofdrollen worden vertolkt door Oscar Isaac, Jessica Chastain en David Oyelowo.

## Verhaal
In het New York van 1981, het meest gewelddadige jaar uit de geschiedenis van de stad, probeert de immigrant Abel Morales zijn succesvol distributienetwerk in de stookolie-industrie uit te breiden. Hoewel hij kan rekenen op de steun van zijn echtgenote Anna, de dochter van de gangster van wie hij de onderneming heeft overgenomen, wordt hij met allerlei problemen geconfronteerd. Zijn vrachtwagenchauffeurs worden voortdurend overvallen en eisen daarom handwapens om zich beschermen. Daarnaast staat de openbaar aanklager Lawrence na een onderzoek van twee jaar op het punt om de familie Morales voor de rechter te slepen. Daardoor wordt Abel dagelijks tot het uiterste gedreven om zijn imperium te beschermen.

## Rolverdeling
- Oscar Isaac – Abel Morales
- Jessica Chastain – Anna Morales
- David Oyelowo – Lawrence
- Albert Brooks – Andres Walsh
- Elyes Gabel – Julian
- Alessandro Nivola – Peter Forente
- Catalina Sandino Moreno – Luisa
- Peter Gerety – Bill O'Leary
- Christopher Abbott – Louis Servidio
- Ashley Williams – Lange

## Productie
In mei 2013 raakte bekend dat J. C. Chandor het scenario had geschreven voor A Most Violent Year, dat hij zelf zou regisseren. Een maand later werd Javier Bardem gecast als hoofdrolspeler. Op 16 juli 2013 werd ook Jessica Chastain aan de cast toegevoegd. De opnames die oorspronkelijk in de herfst van 2013 van start moesten gaan, werden uitgesteld naar 2014. Begin december 2013 raakte bekend dat Bardem zou vervangen worden door Oscar Isaac. In januari 2014 werden onder meer Albert Brooks en David Oyelowo aan de cast toegevoegd. Op 29 januari 2014 gingen de opnames van start in New York.
De film ging op 6 november 2014 in première op AFI Fest, het filmfestival van het American Film Institute. Op 3 december 2014 viel de film voor het eerst in de prijzen. A Most Violent Year werd door de National Board of Review (NBR) uitgeroepen tot beste film van het jaar. Daarnaast won Oscar Isaac net als Michael Keaton de prijs voor beste acteur, terwijl Chastain bekroond werd als beste actrice in een bijrol.

## Prijzen en nominaties
| Prijs                    | Categorie                                   | Genomineerde(n)  | Resultaat   |
| ------------------------ | ------------------------------------------- | ---------------- | ----------- |
| Critics' Choice Award    | Best Supporting Actress                     | Jessica Chastain | Genomineerd |
| Golden Globes            | Best Supporting Actress in a Motion Picture | Jessica Chastain | Genomineerd |
| National Board of Review | Best Film                                   | Best Film        | Gewonnen    |
| National Board of Review | Best Actor                                  | Oscar Isaac      | Gewonnen    |
| National Board of Review | Best Supporting Actress                     | Jessica Chastain | Gewonnen    |